# Warsaw 44
Warsaw 44 è un film del 2014 diretto da Jan Komasa, che rappresenta la rivolta di Varsavia durante l'occupazione della Polonia nella Seconda Guerra Mondiale.
Il film narra una storia di amore e amicizia durante il periodo della sanguinosa e brutale Rivolta di Varsavia del 1944, quando l'insurrezione polacca contro gli occupanti viene repressa dalle truppe della Germania nazista, con gravi perdite e la distruzione di gran parte della città.

## Trama
Varsavia, estate del 1944. L'Armata Rossa avanza da est in direzione della capitale polacca. Per questo motivo, l'Armia Krajowa (AK), l'esercito nazionale clandestino decide di lanciare una rivolta contro le forze di occupazione tedesche.
Stefan è un attivista che assiste l'AK ma non è ancora un membro. Insieme ad amici si reca in campagna dove incontra Ala e tra i due nasce un'attrazione reciproca. Stefan si unisce all'AK, cosa che sconvolge sua madre. Ala proviene da una ricca famiglia della szlachta (nobiltà polacca) e nonostante la loro opposizione decide di andare a Varsavia per unirsi all'Operazione Burza, una serie di operazioni militari dell'AK contro i tedeschi. Quando il 1º agosto 1944 inizia la rivolta di Varsavia, Stefan si unisce ai combattimenti, Ala lavora come infermiera e Kama come messaggero per la resistenza. Stefan e Ala si dichiarano il loro amore. Dopo aver visto sua madre e il suo fratellino giustiziati dalle SS, Stefan diventa catatonico e Ala deve salvarlo numerose volte mentre Varsavia viene distrutta: la temuta Brigata Kaminski e l'altrettanto temuta Brigata Dirlewanger vengono infatti scatenate contro il popolo di Varsavia.
Mentre i loro amici vengono uccisi uno dopo l'altro, Stefan si riprende dal suo shock catatonico dopo che Ala lo bacia appassionatamente. Stefan salva la vita di Krauss che è stato ferito e catturato dall'AK. Stefan si unisce agli ultimi combattenti AK sopravvissuti, determinato a combattere fino alla fine. Kama viene ucciso mentre Krauss risparmia Stefan. Ala va a cercare Stefan nonostante i pericoli, ma alla fine è uccisa. Con Varsavia quasi completamente distrutta, Stefan nuota verso un'isola della Vistola. Ha avuto un'allucinazione su Ala e alla fine, solo sull'isola, vede Varsavia bruciare.